# لایوش پاپ
لایوش پاپ (مجاری: Papp Lajos; ۸ آوریل ۱۹۴۴ – ۳۱ اکتبر ۱۹۹۳) ورزشکار ورزش تیراندازی اهل مجارستان بود.
وی در مسابقات کشوری و بین‌المللی در مجموع برندهٔ ۱ مدال برنز شده‌است.